# جاحور (الزاهر)

تعديل مصدري - تعديل

جاحور هي إحدى قرى عزلة الناصفة بمديرية الزاهر التابعة لمحافظة البيضاء، بلغ تعداد سكانها 367 نسمة حسب تعداد اليمن لعام 2004.